# Fran González (Fußballspieler, 2005)
Francisco Javier „Fran“ González Pérez (* 24. Juni 2005 in León) ist ein spanischer Fußballtorhüter, der bei Real Madrid unter Vertrag steht.

## Karriere

### Verein
Fran González begann seine Vereinslaufbahn mit fünf Jahren in der Jugend von Cultural Leonesa. In der Saison 2021/22 erreichte er die U18 (Juvenil B), bestritt jedoch auch zwei Begegnungen in der U19 (Juvenil A). Im Sommer 2022 wechselte der 17-jährige Fran González in die spanische Landeshauptstadt zu Real Madrid, wo er zunächst Teil der U18-Mannschaft war. In der Saison 2023/24 startete er zunächst in der U19, mit der er auch drei Spiele der UEFA Youth League bestritt, stand jedoch während des größten Teils des Spieljahres im Tor der Drittmannschaft des Klubs Real Madrid C in der Tercera Federación. Mit letzteren bestritt er 22 Spiele und erreichte den Aufstieg in die Segunda Federación, am letzten Spieltag der Primera Federación debütierte er darüber hinaus gegen den FC Málaga im Tor von Real Madrid Castilla, der Zweitmannschaft des Klubs. Zur Spielzeit 2024/25 ging er in den Kader der Castilla über und brachte es auf 19 Einsätze in der dritten Spielklasse.
Am 27. Mai 2023 wurde Fran González als dritter Torwart für das vorletzte Meisterschaftsspiel von Trainer Carlo Ancelotti in den Kader der ersten Mannschaft  einberufen, kam jedoch nicht zum Einsatz. Sein Debüt im A-Kader des Klubs feierte er schließlich am 5. April 2025 in einem Ligaspiel gegen den FC Valencia, bei dem er von Beginn an im Tor der Königlichen stand.

### Nationalmannschaft
Fran González debütierte am 18. November 2023 im Zuge der Qualifikationsrunde für die Europameisterschaft 2024 in der spanischen U19-Nationalmannschaft. In der Eliterunde im März 2024 bestritt er alle drei Spiele und qualifizierte sich mit seiner Mannschaft für das Endrundenturnier. Bei diesem stand er zwar erneut im Aufgebot der Spanier, saß jedoch bei allen fünf Spielen auf der Bank. Im November 2024 wurde er in den Kader der U21 Spaniens für zwei Freundschaftsspiele gegen England und Dänemark einberufen, kam jedoch nicht zum Einsatz.

## Erfolge
- U-19-Fußball-Europameisterschaft: 2024 (ohne Endrundeneinsatz)